# Bursa lamarckii
Bursa lamarckii là một loài ốc biển, là động vật thân mềm chân bụng sống ở biển trong họ Bursidae.

## Miêu tả
Loài này có kích thước giữa 33mm và 80 mm.

## Phân bố
Chúng phân bố ở Biển Đỏ và miền trung and phía tây hải vực Ấn Độ Dương-Thái Bình Dương region.